# Helina walkeri
Helina walkeri är en tvåvingeart som beskrevs av Carvalho och Adrian C. Pont 1993. Helina walkeri ingår i släktet Helina och familjen husflugor. Inga underarter finns listade i Catalogue of Life.